# Patriarchální farnosti v Turkmenistánu
Patriarchální farnosti v Turkmenistánu či Patriarchální blahočiní farností ruské pravoslavné církve v Turkmenistánu je kanonická správní struktura ruské pravoslavné církve na území Turkmenistánu.

## Administrativní dělení
V soustavě patriarchálních farností v Turkmenistánu se nachází 12 chrámu rozdělených do tří blahočiní:
- Ašchabad-Daşoguzské
- Balkanabatské
- Türkmenabat-Maryské

## Historie
Dne 1. května 1871 byla zřízena rozsáhlá turkestánská eparchie, která zahrnovala celé území Střední Asie.
Roku 1922 arcibiskup Innokentij (Pustynskij) plánoval zřídit vikariát v Ašchabadu avšak kvůli jeho odchodu se plán neuskutečnil.
V květnu 2005 požádal turkmenistánský prezident Saparmurat Nijazov patriarchu Alexijem II. aby farnosti které se nacházeli na území jeho země byly přímo podřízeny patriarchovi.
Dne 12. října 2007 se Svatý synod rozhodl zřídit z farností nacházející se v Turkmenistánu blahočiní podřízené patriarchovi.
Roku 2009 byly poprvé velikonoční hymny přeloženy do turkmenštiny a zpívány při bohoslužbách ve všech farnostech země.
Dne 27. července 2011 bylo blahočiní zahrnuto do Středoasijského metropolitního okruhu

## Seznam správců farností
- od 2008 Feofilakt (Kurjanov)